# Corcelles-près-Concise
Corcelles-près-Concise é uma comuna da Suíça, situada no distrito de Jura-Nord Vaudois, no cantão de Vaud. Tem 4,09 km² de área e sua população em 2018 foi estimada em 403 habitantes.